# Десантные корабли-доки типа «Анкоридж»
Десантные корабли-доки типа «Анкоридж» — серия из 5 американских десантных кораблей-доков, построенных с 1965 по 1972 год и находившихся в строю до 2003 года.
Головной корабль построен на верфи Ingalls Shipbuilding, остальные четыре — на верфи Fore River Shipyard компании General Dynamics.

## Состав серии
| Название               | №              | Заложен    | Спущен     | В строю               | Списан       |
| ---------------------- | -------------- | ---------- | ---------- | --------------------- | ------------ |
| Anchorage              | LSD-36         | 13.03.1967 | 05.05.1968 | 15.03.1969            | 01.10.2003   |
| Portland               | LSD-37         | 05.05.1968 | 20.12.1969 | 03.10.1970            | 04.08.2003   |
| Pensacola ROCS Hsu Hai | LSD-38 LSD-193 | 12.03.1969 | 11.07.1970 | 27.03.1971 30.09.1999 | 30.09.1999 – |
| Mount Vernon           | LSD-39         | 29.01.1970 | 17.04.1971 | 13.05.1972            | 25.07.2003   |
| Fort Fisher            | LSD-40         | 15.07.1970 | 22.04.1972 | 09.12.1972            | 27.02.1998   |